# Крысиный угол
«Крысиный угол» — российский фильм-боевик 1992 года режиссёра Андрея Андронникова.

## Сюжет
Тренер по карате Александр Климов («Клим»), получивший тюремный срок по формальному обвинению в незаконной организации секции единоборств, возвращается из заключения. Он знает, что обвинение против него было сфабриковано, но разбираться в этом не хочет. В его родном провинциальном городке набирает силу криминальная группировка, вовлекающая в свои действия даже местные правоохранительные органы: прямо в здании милиции совершаются преступления, в подсобке гостиницы «Интурист» найден повешенным музыкант Иван Троицкий, ранее «подсаженный» бандитами на наркотики. Клим вынужден вступить в борьбу с мафией.

## В ролях
- Александр Иншаков — Александр Климов («Клим»)
- Виктор Павлов — дядя Паша, швейцар ресторана «Интурист», сосед Климова
- Евгений Жариков — криминальный авторитет «Учитель»
- Александр Мартынов — музыкант Иван Троицкий
- Екатерина Кмит — певица Милка
- Александр Гловяк — Александр Зинченко («Зинка»), старший лейтенант милиции, оборотень в погонах
- Олег Измайлов — коррумпированный чиновник
- Юрий Слободенюк — мясник
- Сергей Газаров — иностранец, «фирмач»
- Лев Бутенин — следователь

## Интересные факты
- Фильм снимался в Великом Новгороде.
- В фильме можно видеть множество примечательных видов города, в том числе характерных именно для того времени: поезд Москва — Новгород прибывает под тепловозом ТЭП60, хотя над путями уже висят провода (ветка Чудово-Новгород была электрифицирована годом раньше, а пассажирские поезда поехали под электровозами годом позже, так что это своего рода уникальный кадр). Также на площади перед вокзалом стоит бюст Карла Маркса, который в 1995 году был заменён на бюст Александра Невского, и существует прямой пешеходный переход от вокзала через территорию привокзального сквера, ныне не существующий.
- Ресторан «Интурист» действительно снимался в гостинице «Интурист».
- В фильме звучит песня «Одна». Автор музыки - Рустэм Султанов, автор текста - Галина Добровольская. Исполнители - Галина Добровольская, Рустэм Султанов. Альбом "Одиночество", трек № 5 - Рустэм Султанов (1989 г. ) https://music.apple.com/ru/album/%D0%BE%D0%B4%D0%B8%D0%BD%D0%BE%D1%87%D0%B5%D1%81%D1%82%D0%B2%D0%BE/1492952634
- В фильме звучит песня «Хоть иногда». Автор музыки и текста — Алексей Козырь, исполнитель — Юрий Воронов.

## Съёмочная группа
- Режиссёр: Андрей Андронников
- Автор сценария: Николай Иванов
- Оператор: Кястутис Плявокас
- Композитор: Михаил Чекалин

## Отзывы критиков
- Арсений Омельченко («Афиша») в обзорной статье «Краткая история отечественных кунг-фу-фильмов» отметил, что «Крысиный угол», содержащий элементы мистического детектива, «ухватил разлитое в воздухе ощущение растерянности от грядущих или уже случившихся перемен (отсюда открытые финалы). А также проверял героев на моральную прочность — ведь, как известно, нет более жестокого кино на свете, чем перестроечное и постперестроечное»[2].